# Шерстистый мамонт
Шерстистый мамонт (лат. Mammuthus primigenius) — вымерший вид рода мамонты семейства слоновых. Согласно последним генетическим исследованиям, этот вид мамонтов появился около 450 тысяч лет назад в Сибири, откуда распространился в Северную Америку. Около 300 тыс. лет назад северо-американская ветвь расселилась обратно в Азию через Берингию, и, спустя некоторый переходный период, полностью заместила более древнюю азиатскую форму, распространившись также в Европе. Первое научное описание шерстистого мамонта составил немецкий учёный и естествовед Иоганн Фридрих Блуменбах в 1799 году. Латинское название лат. primigenius означает «первородный, первобытный», так как шерстистый мамонт стал первым видом мамонтов, который был описан учёными. На момент открытия, другие, более древние ископаемые виды мамонтов ещё не были известны учёным. Последние шерстистые мамонты вымерли 4 тыс. лет назад.

## Внешний вид

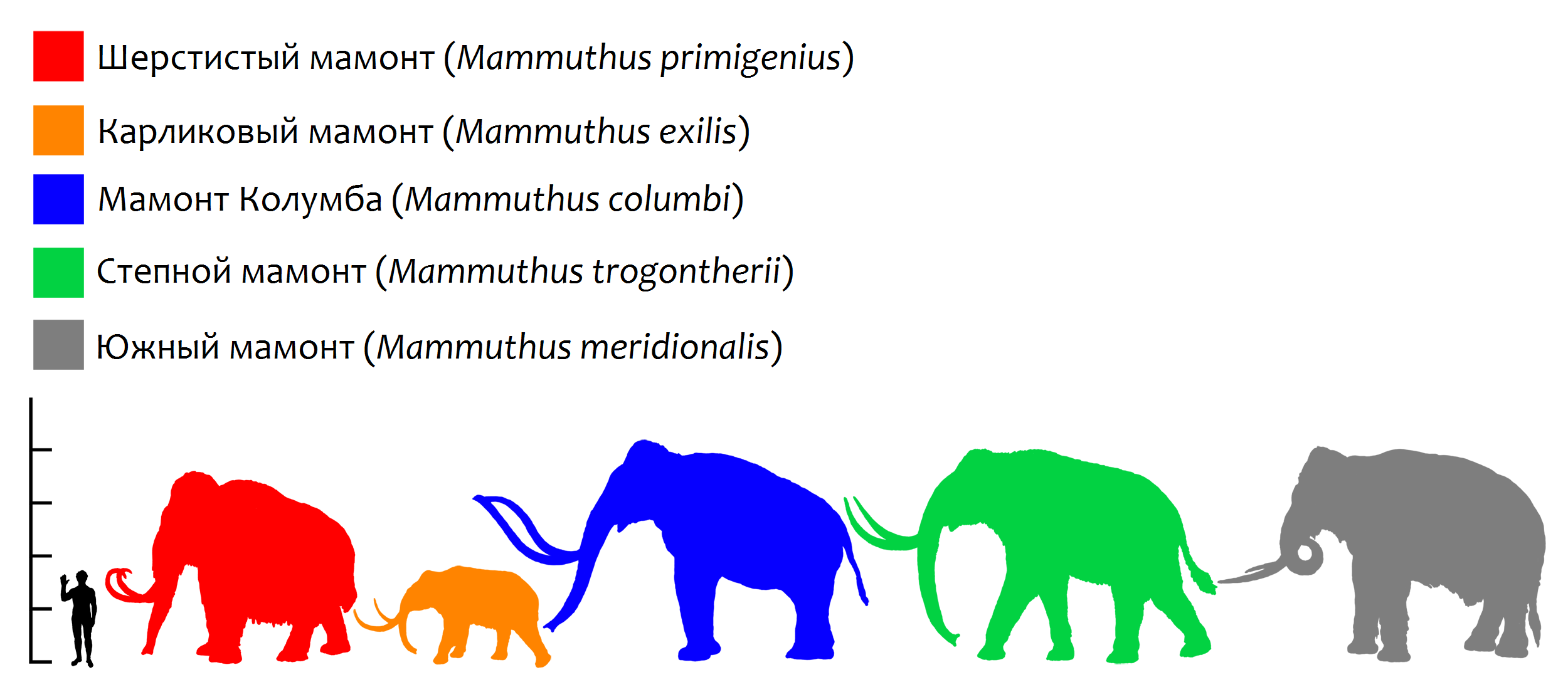
Сравнительный размер шерстистого мамонта (красный) и некоторых других видов мамонтов

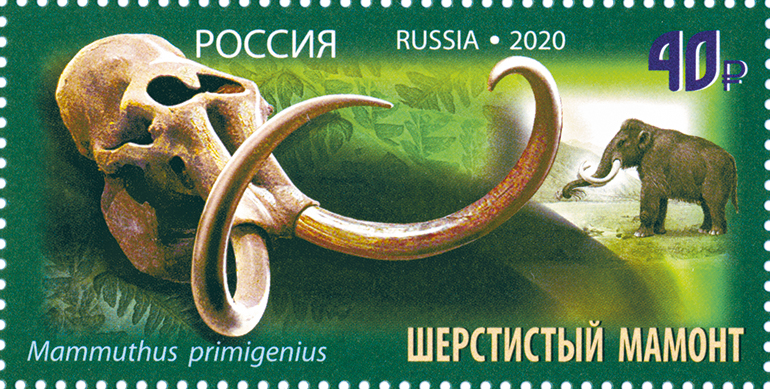
Почтовая марка 2020. Серия Палеонтологическое наследие России. Шерстистый мамонт

Для этого вида была характерна грубая шерсть, состоящая из 3 типов волос: подшёрстка, промежуточных и остевых. В зимнее время шерсть достигала длины 80 см. Как у овцебыка, эта шерсть на животе и по бокам образовывала обвислую «юбку». Слой жира толщиной почти 10 см служил дополнительной теплоизоляцией. Летняя шерсть была существенно короче и менее плотной, чем зимняя. У сохранившихся во льду туш шерстистых мамонтов часто встречается красноватая, относительно светлая шерсть, что, однако, следует приписать выцветанию. Живые мамонты, скорее всего, были окрашены в тёмно-коричневый, либо чёрный цвет. С маленькими ушами (в 5—6 раз меньше, чем у азиатского слона) и короткими, по сравнению с современными слонами, ногами и хоботом (правило Аллена), шерстистый мамонт был приспособлен к холодному климату своего жизненного пространства.
Шерстистые мамонты были не столь огромные, как часто предполагается. Взрослые самцы достигали высоты от 2,8 до 3,5 м, что ненамного больше современных азиатских слонов. Тем не менее шерстистые мамонты были значительно массивней слонов, достигая веса до 8 тонн. Более поздние представители шерстистых мамонтов были, как правило, меньше своих предков, которые по величине могли сравниться с мощным степным мамонтом (Mammuthus trogontherii), от которого шерстистые мамонты и произошли. Наименьшие шерстистые мамонты обитали на острове Врангеля. Их рост составлял не более 2,5 м. Тем не менее шерстистый мамонт был в эпоху последнего ледникового периода самым крупным животным евразийских просторов.
Заметные отличия от ныне живущих видов хоботных, заключались в густой шерсти, более длинных и сильно изогнутых бивнях, более крупной голове, более массивном туловище, высоком горбу и покатой задней части спины. Наиболее крупные бивни, из найденных до настоящего времени, достигали максимальной длины 4,2 м и массы около 100 кг. В среднем они составляли 2,5 м, имели массу 45 кг, у самок не более 2,2 м длины. Мамонты достигали возраста 45 — 50, максимум 80 лет.

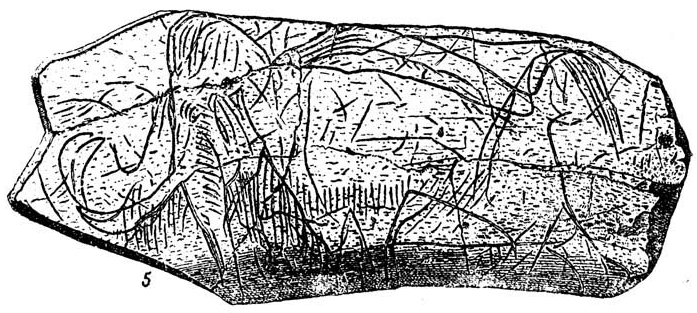
Доисторический рисунок шерстистого мамонта, выполнен на куске мамонтового бивня. Найден в 1864 году в пещере Ла-Мадлен (Франция) (мадленская культура). Первое известное науке изображение живого мамонта.

## Распространение

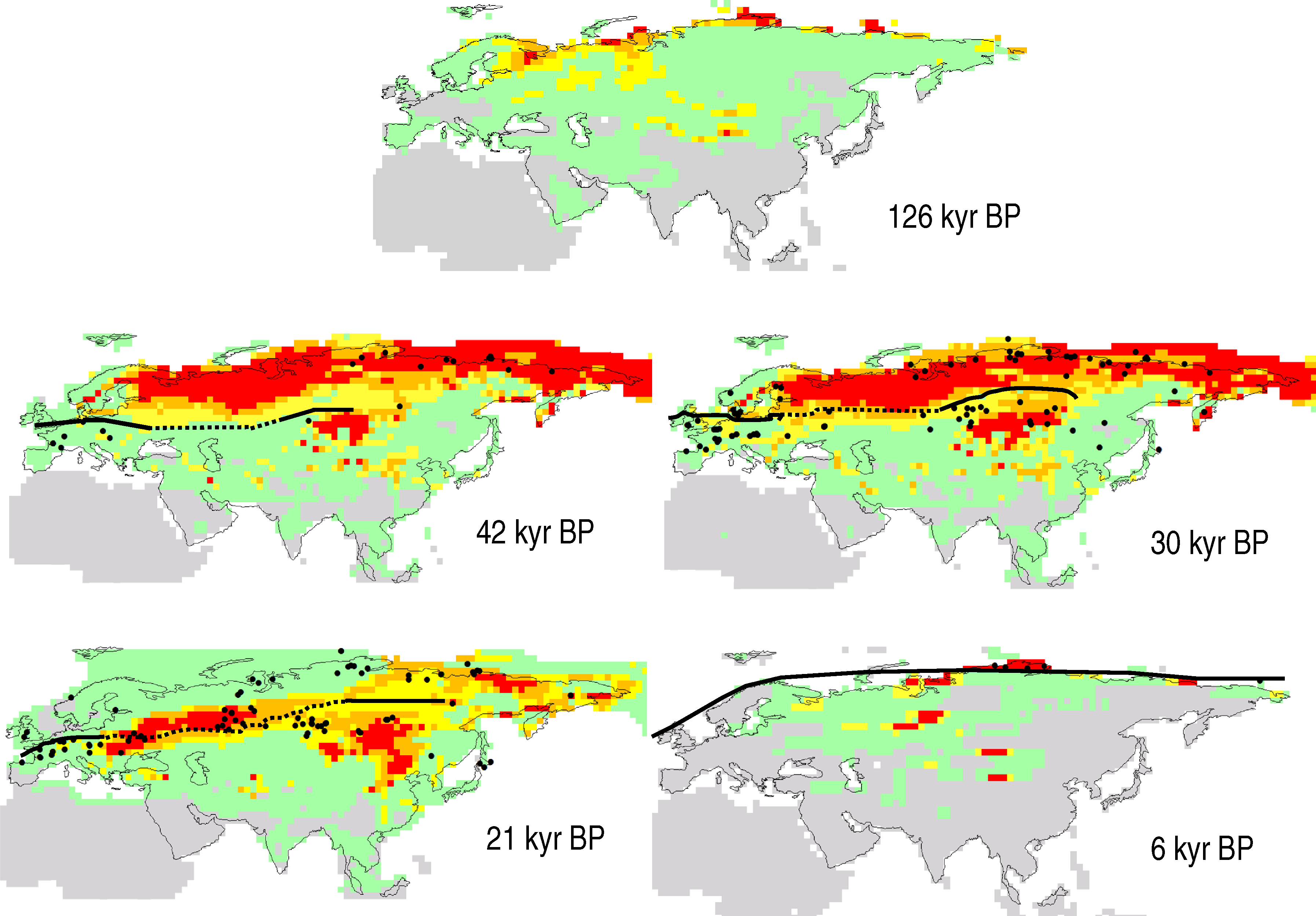
Схемы пригодности климата, для жизни шерстистого мамонта в позднем плейстоцене и голоцене:
- красный цвет — наиболее подходящий климат для мамонтов,
- зелёный цвет — наименее подходящий климат для мамонтов,
- чёрные точки — места находок мамонтов,
- чёрные линии — северный предел проживания людей современного анатомического типа,
- чёрные пунктирные линии — спорные границы проживания людей современного анатомического типа.

В эпоху оледенения шерстистый мамонт был распространён в большей части Евразии, а также в Северной Америке. В особо холодные периоды он проникал до Центральной Европы, Китая и юга современных США, а в более тёплые периоды «ограничивался» Сибирью и Канадой. Наиболее южные места находок останков этого вида расположены в Испании и Мексике. В Восточной Азии он добирался до реки Хуанхэ.

## Поведение
Предпочитаемой сферой обитания шерстистого мамонта были регионы тундростепей, в которых смешивалась степная и тундровая растительность. По исследованиям содержимого желудков сохранившихся во льду туш мамонтов известно, что эти животные питались травами, а также, в меньшей мере, ивовыми и лиственничными ветками. В желудке мамонта, найденного у реки Индигирки, были найдены также сосновые ветви. Наличие древесных составляющих в пище шерстистого мамонта свидетельствует о том, что эти животные не были исключительно степными, но проникали и в лесные местности. В среднем шерстистый мамонт ежедневно нуждался в 180 кг пищи и, вероятно, большую часть времени проводил в её поисках.
Предполагается, что шерстистые мамонты, подобно современным слонам, жили в матриархально организованных группах. Такую группу, состоявшую из двух-девяти особей, возглавляла старшая самка. Самцы вели одиночный образ жизни и присоединялись к группам лишь в брачный период.

## ДНК
Азиатский слон является родственным видом шерстистого мамонта. В 2018 году была опубликована митохондриальная ДНК евразийских шерстистых мамонтов (Mammut primigenius) с полуострова Ямал (M. primigenius_S) возрастом ∼45,3 тыс. лет, с Аляски (M. primigenius_H) возрастом ∼44,9 тыс. лет, с Оймякона (M. primigenius_P) возрастом ∼44,8 тыс. лет, с Таймыра (M. primigenius_G) возрастом ∼31,5 тыс. лет, с острова Врангеля (M. primigenius_Q) возрастом ∼4,3 тыс. лет и североамериканского шерстистого мамонта из Вайоминга (Mammuthus_V) возрастом ∼42,4 тыс. лет. Колумбийский мамонт M. columbi_U образует сестринскую кладу для всех шерстистых мамонтов.
На основе плотности популяции слонов в национальных парках Африки, учёные ранее оценивали численность популяции шерстистых мамонтов в Берингии в миллион особей в оптимальных условиях. Но палеогенетические исследования показали, что эффективный размер популяции мамонтов в Берингии даже в оптимальных климатических условиях (40 — 25 тыс. лет назад) был на порядок ниже (от 40 до 150 тыс. особей одновременно).

## Вымирание
Пик вымирания пришелся на период Беллинг—Аллерёдского потепления 14,8—13,7 тыс. лет назад, основная популяция вымерла примерно 11—9 тыс. лет назад. Исследования палео-мтДНК также свидетельствуют о резком сокращении популяции шерстистых мамонтов, начиная с 15 тыс. лет назад. Этому периоду соответствует окончание Последней ледниковой эпохи.
Последние шерстистые мамонты вымерли на острове Врангеля около 4000 лет назад, уже в историческое время, возможно, из-за инбридинга (остров мог прокормить не более 300 особей), на острове Святого Павла — 5600 лет назад, из-за исчезновения последнего источника пресной воды.
На сегодняшний момент существует 2 основные гипотезы причин вымирания шерстистых мамонтов:
- Потепление и повышение влажности климата, вызвавшее исчезновение (заболачивание и зарастание тайгой) тундростепей[13][16][17] .
- Люди — охотники верхнего палеолита[18][19]. На о. Врангеля и островах Прибылова, благодаря отсутствию людей, мамонты жили ещё спустя 5000 лет после вымирания на материке, несмотря на все изменения климата[6][7].

Дополнительными факторами также могли быть:
- Утеря генетического разнообразия вследствие инбридинга (близкородственного спаривания) в конце их существования на о. Врангеля[6][20][21] . Генетические исследования, однако, показали, что мамонты на материке, в Сибири и Берингии, после последнего ледникового максимума, до расселения там людей, показывали высокое генетическое разнообразие[1][22].
- Вызванные потеплением климата изменения в рационе питания[23].
- Эпизоотическая вспышка[24]. Пока не подтверждается исследователями[20].
- Падение метеорита, кометы, извержение вулкана[25][26][27]. В последнее время появились гипотезы о падении на Землю в Северной Америке в позднем дриасе (12 800 лет назад) кометы или астероида, но они не объясняют сохранение других видов мегафауны Арктики, современников мамонта, — овцебыков, бизонов и северных оленей, а также выживание мамонтов на Таймыре, о. Врангеля и о-вах Прибылова, на Аляске (9000 — 4000 лет назад)[4][17][26][28][29]. Гипотеза не подтверждается большинством исследователей, так как вымирание мамонтов произошло не в одночасье, как это должно было произойти при падении метеорита, кометы или катастрофическом извержении, а происходило постепенно, на протяжении десятка тысяч лет до и после предполагаемой «кометы»[5][17][18][30].

Учёные считают основной версией одновременное действие 2-х факторов: потепление и повышение влажности климата, вместе с возросшей охотой первобытных людей. Потепление климата сократило площадь растительности, пригодной для обитания мамонтов, увеличение высоты снежного покрова зимой затрудняло им добывание пищи. Однако, 50 — 70 тыс. лет назад, до расселения современного человека, шерстистый мамонт обитал в разных климатических зонах: в лесостепи, лесотундре, смешанных лесах, тундре, от Южной Европы и севера Китая до Таймыра. В зависимости от широты, климат на этих территориях мог меняться от умеренного до сурового, то есть климат не был единственной причиной исчезновения. Потепление климата, совершенствование орудий и способов охоты также способствовало расселению людей, увеличению численности населения. В результате охота людей на оставшихся мамонтов, в неблагоприятных для мамонтов климатических условиях, могла привести к их вымиранию, не позволив им адаптироваться к изменившимся условиям. Мигрировать в свободные от людей регионы у мамонтов уже не осталось возможности — человек 9 тыс. лет назад заселил всю материковую Арктику, вплоть до Таймыра, а также все пути миграции в долинах рек. Низкая скорость размножения мамонтов не предусматривала дополнительного пресса со стороны нового глобального хищника, вооружённого метательными копьями. Освободившуюся экологическую нишу заняли более мелкие копытные, более экологически пластичные, лучше адаптированные к воздействию человека и быстрее размножающиеся.
В подтверждение этой версии, испанские учёные из Национального музея естественных наук в Мадриде приводят результаты масштабного математического моделирования. В математическую модель были заложены: история изменений климата на севере Евразии за последние 130 000 лет, датировки заселения этой территории древними людьми и датировки находок останков шерстистых мамонтов. Согласно результатам моделирования, 126 тыс. лет назад климат на севере Евразии был даже теплее, чем 6 тыс. лет назад (см. схемы выше). Тогда мамонты отступили на север Арктики, но не вымерли, а затем, в ходе наступления очередной фазы похолодания, вновь восстановили свою численность и распространились по Евразии. Между 20 и 11 тыс. лет назад, в результате потепления климата в конце плейстоцена — начале голоцена, на 90 % сократилась площадь растительности, пригодной для обитания шерстистых мамонтов. В результате их численность снова резко снизилась, как это бывало и раньше. Но палеолитические охотники на материке уничтожили сократившиеся популяции мамонтов. По самым оптимистичным подсчётам, людям достаточно было убивать по 1 мамонту раз в 3 года на 1 человека, чтобы истребить всех шерстистых мамонтов в начале голоцена. По пессимистичным оценкам, достаточно было убивать 1 мамонта раз в 10 лет на племя из 20 человек, чтобы прийти к тому же результату. Возможно, что последние мамонты на о. Врангеля также были истреблены первобытными охотниками, добравшимися до острова, так как разрыв между датировкой остатков одного из последних мамонтов и появления на острове стоянки людей совсем незначительный и легко может быть объясним тем, что далеко не все ископаемые свидетельства сохранились до нашего времени за прошедшие тысячи лет.
Некоторые летописные источники сообщали, что в 1581 г. воины Ермака, во время похода в Сибирь, якобы встречали огромных волосатых слонов, но их достоверность вызывает сомнения. В хрониках XVI века есть сообщения, что сибирские татары и обские угры (ханты, манси) подробно описывали охоту на волосатого слона: «…Мамонт по своему нраву — животное кроткое, миролюбивое, и к людям ласковое, при встречах с человеком мамонт не нападает на него…». В XIX веке в Сибири имели место сообщения о «крупных мохнатых зверях» и «гигантских шерстистых слонах». Однако доказательств так и не последовало.
Похожие сообщения поступали и с Аляски. Сообщения можно объяснить тем фактом, что местные жители были знакомы с останками мамонтов, либо эти легенды сохранялись в устной традиции северных народов. 

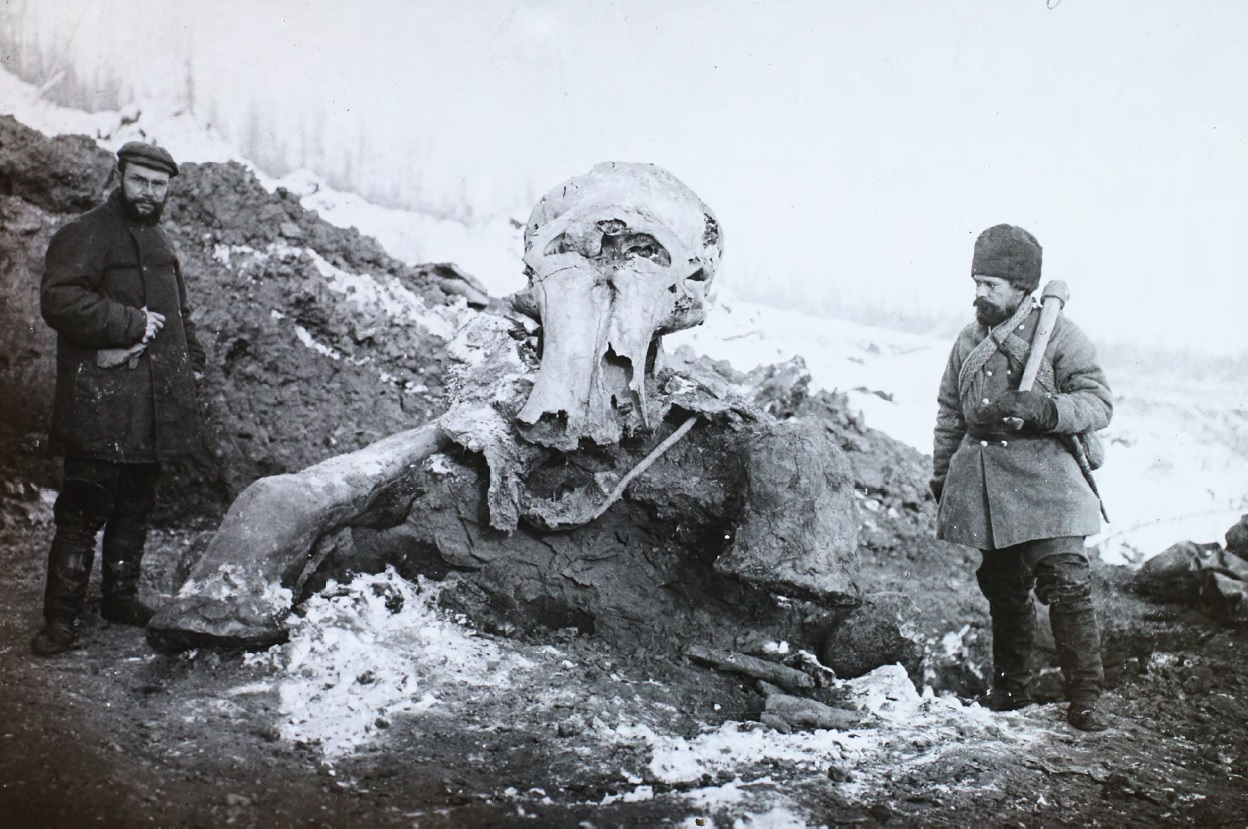
Берёзовский мамонт, 1901 год

## Охота на мамонтов
Находки большого количества костных останков мамонта на верхнепалеолитических стоянках Сунгирь и Русаниха во Владимирской области, а также развитая технология обработки мамонтовых бивней у обитателей этих стоянок свидетельствуют о том, что некоторые группы охотников-кроманьонцев могли специализироваться именно на добыче мамонтов. На местонахождении Луговское (окрестности Ханты-Мансийска), Янской стоянке первобытного человека (27 — 29 тыс. лет назад), Костёнковской стоянке были найдены кости мамонтов с застрявшими наконечниками копий, что свидетельствует о регулярной охоте людей на мамонтов. Только на Русской равнине найдено более 30 стоянок позднепалеолитического человека, где были раскопаны многочисленные фрагменты костей шерстистого мамонта. Мамонт представлял для древнего человека огромную гору мяса и жира, и был для первобытных людей желанной добычей. Свидетельства охоты людей на шерстистых мамонтов, в виде многочисленных рисунков, найдены в пещерах Руффиньяк, Шове (Франция), Каповой пещере, на многих других стоянках древних людей. На стоянке людей граветтской культуры (~24 000 лет назад) в пещере Спадзиста (Краков, Польша) найдены остатки 86 мамонтов, вместе с обломками кремнёвых наконечников копий и орудий труда. На многих костях мамонтов обнаружены следы их разделки людьми, свидетельствующие, что шерстистый мамонт был излюбленной добычей граветтских охотников.
Анализируя разные аспекты взаимодействия человека и мамонта, археолог Сериков Ю. Б. предположил, что мамонт являлся опасной и редкой целью для палеолитического охотника. По его мнению, массовых истребительных охот на мамонтов быть не могло, человек предпочитал охотиться на мамонтов только в кризисных ситуациях, или на отдельных, ослабленных болезнью или раной, животных (требуется подписка). Но более поздние исследования опровергают это предположение. Древний человек всюду целенаправленно охотился на мамонтов, которые были для него важным источником пропитания. Даже на о. Котельный, в 900 км севернее Полярного круга, была найдена стоянка первобытных охотников на шерстистых мамонтов, датированная периодом около 21 000 лет назад, с остатками костей убитых и разделанных людьми взрослых мамонтов. В ту пору (последний ледниковый максимум), о. Котельный соединялся с материком (Берингия). При этом, до нашего времени могла сохраниться лишь ничтожная часть археологических свидетельств охоты людей. Люди разделывали убитых мамонтов на месте добычи, вдали от своих стоянок, чтобы нести на стоянку только мясо, отделённое от тяжёлых костей. Застрявшие в костях наконечники копий свидетельствуют лишь о неудачном броске, так как мамонта старались ранить в мягкие ткани, брюхо или лёгкие. Кости мамонтов приносили уже после их высыхания, в том числе от мамонтов, погибших по естественным причинам, используя их в качестве топлива в безлесной тундре, либо для строительства поселений.
По результатам археологических исследований объектов питания неандертальцев мустьерской культуры в Европе, охота на шерстистых мамонтов и шерстистых носорогов являлась для неандертальцев предпочтительным и главным источником пищи. На более мелкие и быстрые виды (олени, дикие лошади), неандертальцы охотились только при отсутствии наиболее крупных травоядных. Быстрое сокращение численности мамонтов, в условиях конкуренции за охотничьи ресурсы с людьми современного типа (кроманьонцами), могло стать одной из причин вымирания неандертальцев 40 тыс. лет назад.
Результаты исследований мест добычи и разделки мамонтов людьми культуры Кловис («охотников на мамонтов»), на территории Северной Америки (14 — 12 тыс. лет назад), свидетельствуют, что первобытный человек чаще всего охотился на одиноких молодых самцов мамонта, изгоняемых из семейного стада по достижении половой зрелости, как это принято у слоновых. Охота происходила в предзимний период, мясо добытых мамонтов заготавливалось и хранилось в ямах-ледниках. Для охоты использовались короткие метательные копья с костяным или обсидиановым наконечником, для увеличения силы броска применялся атлатль, что позволяло ранить мамонтов с расстояния в десятки метров. После попадания такого копья в животное, наконечник застревал в его тканях или внутренних органах и отделялся от древка, животное постепенно погибало от ран и потери крови. Расцвет культуры Кловис пришёлся как раз на пик вымирания мамонтов, так что люди вполне могли быть причастны к их исчезновению.
Как предполагали ещё недавно учёные, основываясь на древних методах охоты народностей Арктики и Африки, на мамонта в позднем палеолите могла вестись загонная или облавная охота, чему способствовало увеличение численности населения, благодаря потеплению климата и совершенствованию орудий охоты. Большая группа охотников старалась загнать семью мамонтов в болотистую местность или на лёд водоёма, лишив их подвижности. Затем мамонтов забрасывали копьями с кремнёвыми или костяными наконечниками. Но, по современным представлениям палеонтологов, такой метод охоты уничтожил бы всех мамонтов в районе кочевья позднепалеолитических людей (в радиусе 150—200 км) в течение 5 — 10 лет, так как на восстановление популяции слоновых требуется не менее 10 — 12 лет, из-за их медленного размножения и низкой продуктивности тундры. Кроме того, для такой загонной охоты нужно собрать от 30 до 100 взрослых мужчин, тогда как поселения первобытных людей не превышали 25 — 30 человек, включая женщин и детей. Группа российских учёных высказала предположение, что каждое кочевье могло иметь «своё» стадо мамонтов, которое находилось в частично «полуприрученном» состоянии и почти не боялось людей, подобно домашним северным оленям, круглый год живущим на вольном выпасе. Своего рода это мог быть некий «симбиоз» человека и стада мамонтов. Когда приходило время заготовки пропитания, люди отделяли от стада молодого самца мамонта, загоняли его в яму и убивали его с близкого расстояния ударами копий. В этой гипотезе много спорного: как, например, охотники отделяли животное от стада, чтобы не напугать и не разозлить всё стадо, слоновые намного сильнее и опаснее северного оленя, почему в таком «симбиозе» мамонты вымерли и т. д. Другие исследователи считают гипотезу «приручения» мамонтов маргинальной («сказочной»), предполагая, что человек чаще использовал кости и шкуры мамонтов, погибших по естественным причинам, хотя и не отказывался от охоты на них (из-за скудной биологической продуктивности тундры, в суровых условиях Арктики использовалась каждая возможность для добычи и заготовки пропитания, падалью человек никогда не питался).
По описанию Бернгарда Гржимека, пигмеи Африки, первобытные охотники-собиратели, ещё недавно в одиночку охотились на слона следующим образом. Охотник, с коротким зазубренным копьем, к которому на прочной верёвке был привязан толстый сук дерева, старался подкрасться к слону поближе в зарослях и метал копьё слону в брюхо. Слон бросался бежать, сук на верёвке застревал в зарослях и копьё раздирало слону брюхо, нанося ему смертельные раны. Естественно, такая охота была сопряжена с огромной опасностью и применялась лишь в редких случаях, когда не было более доступных объектов охоты. В то же время существовали племена, специализирующиеся в охоте только на слонов.

### В художественной литературе
В фантастическом рассказе Джека Лондона «Осколок третичной эпохи» описывается охота на последнего шерстистого мамонта. Белый охотник, Томас Стивенс, в одиночку, измором взял мамонта, неделю преследовал его, не давая ему спокойно есть и пить, пока мамонт не свалился от жажды и слабости.

### В компьютерных играх
- В серии игр Syberia главный сюжет посвящён поиску шерстистых мамонтов в Сибири.